# Per-Axel Arosenius
Per-Axel Arosenius (* 7. November 1920; † 21. März 1981) war ein schwedischer Schauspieler. Seine bekannteste Rolle war die des Überläufers Kuzenov in Alfred Hitchcocks Topas.

## Leben
Per Axel Arosenius hatte im Film 1941 debütiert. Seine erste größere Nebenrolle hatte er 1948 in Lång-Lasse i Delsbo. Er spielte weiterhin kleinere Rollen, so etwa einen Freund des Grafen in Alf Sjöbergs Fräulein Julie. 1968 wurde er von Alfred Hitchcock für die Rolle des sowjetischen Überläufers Boris Kuzenov in Topas engagiert. Seine Karriere bekam dadurch Aufwind und er erhielt größere Rollen. So spielte er den Vater der Heldin in Thriller – ein unbarmherziger Film. Die Bezahlung für seine Rolle in Topas war geringer, als sich die Steuerbehörden vorstellen konnten. Es war eine höhere Gage verhandelt worden als sie dann ausgezahlt wurde. Arosenius geriet in einen langwierigen und mehrere Jahre andauernden Rechtsstreit mit der Behörde. Am 21. März 1981 übergoss er sich vor dem Haus des Finanzamtes in Nacka mit Benzin und zündete es an. Er starb im Krankenwagen auf dem Weg ins Krankenhaus. Zwei Stunden zuvor hatte er angerufen und mit Suizid gedroht, wenn ihm nicht eine Reststeuer von 7000 Schwedischen Kronen erlassen worden wäre.